# Здзебуж
Здзебуж (пол. Zdziebórz) — село в Польщі, у гміні Сомянка Вишковського повіту Мазовецького воєводства.
Населення — 184 особи (2011).
У 1975-1998 роках село належало до Остроленцького воєводства.

## Демографія
Демографічна структура станом на 31 березня 2011 року:
|          | Загалом | Допрацездатний вік | Працездатний вік | Постпрацездатний вік |
| -------- | ------- | ------------------ | ---------------- | -------------------- |
| Чоловіки | 92      | 21                 | 53               | 18                   |
| Жінки    | 92      | 18                 | 49               | 25                   |
| Разом    | 184     | 39                 | 102              | 43                   |